# Deinocerites mcdonaldi
Deinocerites mcdonaldi is een muggensoort uit de familie van de steekmuggen (Culicidae). De wetenschappelijke naam van de soort is voor het eerst geldig gepubliceerd in 1959 door Belkin & Hogue.